# Nevado de Toluca
Der Nevado de Toluca (auch Xinantécatl genannt) galt lange Zeit – nach dem Pico de Orizaba (5636 m), dem Popocatépetl (5426 m) und dem Iztaccíhuatl (5230 m) – mit seinen 4690 m als der vierthöchste Berg Mexikos. Erst vor wenigen Jahren wurde durch Satellitenmessungen und GPS festgestellt, dass der Sierra Negra, ein Nachbarberg des Pico de Orizaba, wenige Meter höher sein könnte.

## Lage
Der Nevado de Toluca gehört zum westlichen Bereich der Sierra Volcánica Transversal und erhebt sich etwa 30 km (Luftlinie) südwestlich der Stadt Toluca de Lerdo, der Hauptstadt des Bundesstaats México; er ist gut 100 km – ebenfalls in südwestlicher Richtung – von Mexiko-Stadt entfernt. Bis knapp unterhalb des Gipfels (Pico del Fraile) führt eine holprige Pistenstraße, die immer noch sowohl für PKWs als auch für Busse befahrbar ist; die Piste endet etwa 1,5 km vom südwestlich gelegenen Gipfel entfernt etwa auf der Höhe der beiden Bergseen (ca. 4200 m). Dieser Abschnitt ist allerdings seit Jahren für den Verkehr geschlossen und der höchste befahrbare Punkt liegt ca. 100 Höhenmeter unterhalb und außerhalb des nordöstlichsten Kraterrandes ("Campamento Nevado de Toluca").

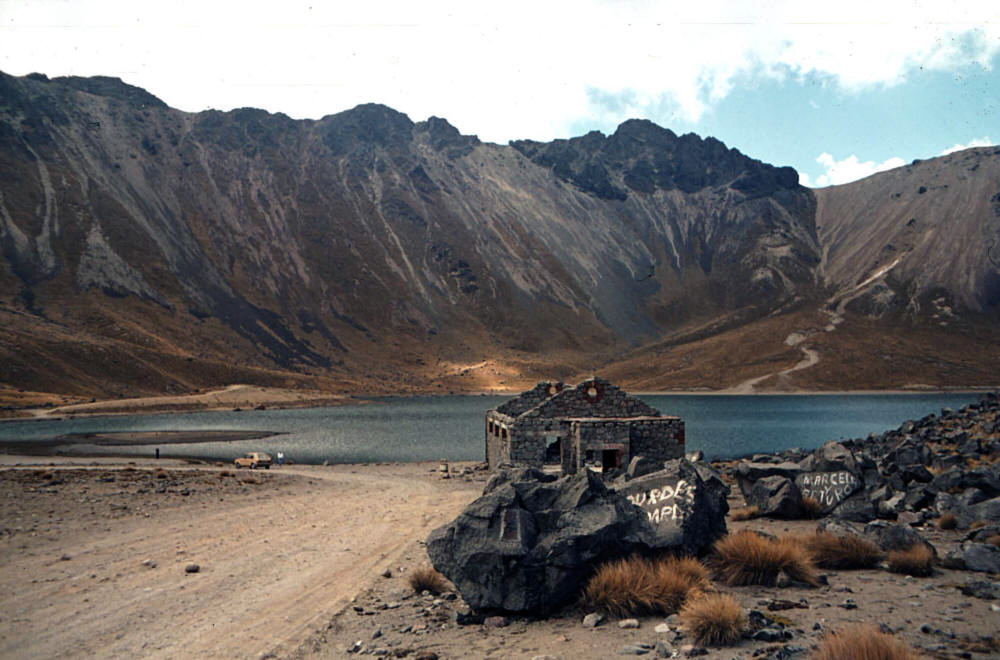
Der Kratersee "Lago del Sol" des Nevado de Toluca (April 1981)

## Beschreibung
Beim Nevado de Toluca handelt es sich um einen bereits seit Jahrhunderten nicht mehr aktiven vulkanischen Bergstock mit drei Gipfelkratern. Der letzte Ausbruch wird um das Jahr 1350 v. Chr. geschätzt; das Gebiet um Toluca wurde damals von einer meterdicken Stein- und Ascheschicht bedeckt und selbst in der Hauptstadtregion waren es immerhin noch 50 cm. Die ehemaligen Krater sind mit Regen- und Schmelzwasser gefüllt; die beiden Kraterseen werden im Volksmund als Lago del Sol („Sonnensee“) bzw. als Lago de la Luna („Mondsee“) bezeichnet. In den Wintermonaten ist die Bergspitze meist verschneit; in der Sommerhitze taut der Schnee zur Gänze ab und der Gipfel wirkt steinig und kahl.

## Nationalpark
Bereits im Jahr 1936 wurde eine Fläche von 54.000 ha am Xinantécatl und Teilen seines Umlandes als Nationalpark ausgewiesen und somit unter Schutz gestellt; die Fläche ist mittlerweile auf ca. 17.000 ha reduziert worden. Am Berg, der – wegen seiner großen Zahl von Quellen – von den präkolumbischen Indianern als heilig verehrt wurde, sind 18 archäologische Fundstätten mit Keramikresten etc. entdeckt worden. Bernardino de Sahagún berichtete im 16. Jahrhundert über die Bergseen als Orte, an denen Zeremonien abgehalten und Opfergaben – darunter auch Copalharz – niedergelegt wurden.

## Tourismus
Der Vulkan lässt sich mittels Fahrrad oder Auto relativ einfach erkunden, es gibt einen Parkplatz sowie Berghütten auf ca. 4200 m Höhe. Allerdings kann die Besteigung anstrengend sein wegen der Höhe, der Hitze (bei Sonne) oder der Kälte (bei Wolken). Man benötigt ausreichend Trinkwasser und einen guten Sonnenschutz. Der Weg ist nicht markiert und weiter oben kann man sich bei Wolken oder Nebel leicht verlaufen. Beste Jahreszeit zur Begehung ist der Winter, da dann in Zentralmexiko Trockenzeit und relativ stabile Wetterbedingungen herrschen, nämlich von November bis April. Während des Übergangs zur Regenzeit kann es im Frühjahr auf dem Berg schneien. Demnach ist der Berg von Januar bis April ab und zu für ein paar Tage oder sogar Wochen schneebedeckt; dann ist eine Begehung nicht zu empfehlen. Die beste Sicht herrscht in der Regel vormittags; nachmittags bilden sich oft Wolken.